# تادیوس یانگ
تادیوس یانگ (انگلیسی: Thaddeus Young؛ زادهٔ ۲۱ ژوئن ۱۹۸۸) بازیکن بسکتبال اهل ایالات متحده آمریکا است.
از باشگاه‌هایی که در آن بازی کرده‌است می‌توان به فیلادلفیا سونتی‌سیکسرز، بروکلین نتس، مینه‌سوتا تیمبرولوز، و ایندیانا پیسرز اشاره کرد.